# Curtis
Curtis este al treilea album al rapper-ului Curtis Jackson, cunoscut sub numele de 50 Cent, fiind plasat pe locul 2 in topul Billboard de vânzări in prima săptămâna, după albumul lui Kanye West, Graduation

## Tracklist
| #  | Titlu                  | Invitat(i)                    | Producator(i)           |
| -- | ---------------------- | ----------------------------- | ----------------------- |
| 1  | "Intro"                | -                             | -                       |
| 2  | "My Gun"               | -                             | Adam Deitch Eric Krasno |
| 3  | "Man Down"             | -                             | Detroit Red Don Cannon  |
| 4  | "I'll Still Kill"      | Akon                          | DJ Khalil               |
| 5  | "I Get Money"          | -                             | Apex                    |
| 6  | "Come & Go"            | -                             | Roomio Veto             |
| 7  | "Ayo Technology"       | Justin Timberlake Timbaland   | Timbaland               |
| 8  | "Follow My Lead"       | Robin Thicke                  | Tha Bizness             |
| 9  | "Movin' on Up"         | -                             | Jake One                |
| 10 | "Straight to the Bank" | -                             | Ty Fyffe                |
| 11 | "Amusement Park"       | -                             | Chris Styles            |
| 12 | "Fully Loaded Clip"    | -                             | Havoc                   |
| 13 | "Peep Show"            | Eminem                        | Eminem                  |
| 14 | "Fire"                 | Nicole Scherzinger Young Buck | Dr. Dre                 |
| 15 | "All of Me"            | Mary J. Blige                 | Jake One                |
| 16 | "Curtis 187"           | -                             | Havoc                   |
| 17 | "Touch the Sky"        | Tony Yayo                     | K Lassik                |